# George Crum (Erfinder)

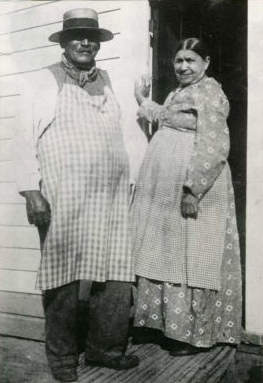
George Crum (links)

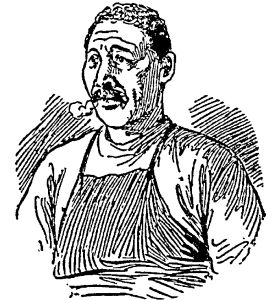
Zeichnung von Crum in der New York Herald von 1889

George Crum (ursprünglich George Speck; * 5. September 1824 in Saratoga Lake, New York; † 22. Juli 1914 ebenda) war ein amerikanischer Koch, dem die Erfindung der Kartoffelchips zugeschrieben wird. 
Er wird in einigen Publikationen als Afroamerikaner, in anderen als Indianer bezeichnet oder soll deutscher Abstammung gewesen sein.

## Die Erfindung der Kartoffelchips
1853 war George Crum Koch im Hotel Moon Lake Lodge in Saratoga Springs. Auf Beschwerden eines Gastes hin, dass die frittierten Kartoffelscheiben nicht dünn und gewürzt genug seien, soll er die Scheiben extrem dünn geschnitten, stark gewürzt und so erstmals Kartoffelchips kreiert haben. Nach einer urbanen Legende soll der Gast Cornelius Vanderbilt gewesen sein. Das Gericht erfreute sich bald großer Beliebtheit. Crum eröffnete später ein eigenes Restaurant am südlichen Ufer des Sees von Saratoga Springs, in welchem auf jedem Tisch ein Körbchen mit seinen „potato crunches“ gestanden haben soll. Natürlich wurde das Restaurant vor allem durch die „potato crunches“ bekannt, was George Crum auf die Idee gebracht haben muss, seine Erfindung auch in kleinen Schachteln zum Mitnehmen anzubieten.